# لودورف
لودورف (به آلمانی: Ludorf) یک شهر در آلمان است که در Mecklenburgische Seenplatte District واقع شده‌است. لودورف ۵۱۳ نفر جمعیت دارد.